# 王位戦 (麻雀)
王位戦（おういせん）は、（株）JPMLが主催、日本プロ麻雀連盟が大会運営、龍龍と日本プロ麻雀連盟チャンネルの協力で開催している麻雀のタイトル戦である。

## 概要
1973年に麻雀関連の商材を扱う株式会社かきぬまが主催する麻雀タイトル戦として設立した、日本で最も古い麻雀のタイトル戦である。1989年に主催が日本プロ麻雀連盟に移り、現在に至る。
設立当初から現在に至るまでプロアマ混合戦でありつつ、「一発・裏ドラなし」の日本プロ麻雀連盟公式ルールで開催される。
地方予選（アマチュア）→B級予選（アマチュア）→A級予選（プロアマ）→A級本戦→A級決勝→準決勝（ベスト16）→決勝戦のスケジュールで行われる。
準決勝はA級決勝の総合得点上位15名に前年の王位を加えての半荘5回戦を60分＋1局として行い、上位8名が得点持ち越しでかつ80分＋1局の1回戦をA、B卓の順で行って計6戦の総合得点上位4名が決勝進出。
決勝戦は半荘5回戦を行って総合トップが今年度の王位となる他、優勝賞金として150万円が授与される（2025年度）。
なお準決勝以降の対局の模様はニコ生などで中継される。

### 黎明期のトラブル
設立当初当時の竹書房『近代麻雀』編集長だった岡田和裕によれば、当初は事実上竹書房『近代麻雀』の主催であり、株式会社かきぬまはスポンサーであったという。ただし近代麻雀紙面上での表記は、主催がかきぬまで、運営が近代麻雀とされていた。ただし主催権などは全くの口約束、契約書などは交わされていなかった。第8期から後しばらくは最高位戦八百長疑惑事件(1980年)に端を発した麻雀界の分裂で、王位戦も近代麻雀主催の王位戦とかきぬま主催の王位戦に分裂してしまった。1981年より、かきぬまと竹書房は「王位戦」の名称使用権を巡って法廷で争うこととなるが。岡田 (1986) では裁判は継続中であり結果は不明であるが、現在の主催者である日本プロ麻雀連盟のwebサイトによれば、その後第15期までは株式会社かきぬまが主催していたとされる。

## 歴代王位
- 第1期  1973年 青木博 （全段審＝全国麻雀段位審査会）
- 第2期  1974年  青木博(2)（全段審）
- 第3期  1975年 田中貞行 （道連盟＝日本麻雀道連盟）
- 第4期  1976年 小原亮弘 （全段審）
- 第5期  1977年 荒正義 （プロ）※プロ団体設立以前
- 第6期  1978年 深野浩士 （道連盟）
- 第7期  1979年 大類達夫 （全競連＝全日本競技麻雀連盟）
- 第8期  1980年  原田進（全競連）
- 第9期  1981年  （かきぬま王位）森山茂和　※第8期王位・原田進は不参加
- 第10期  1982年 （かきぬま王位）灘麻太郎
- 第11期  1983年 （かきぬま王位）灘麻太郎(2)
- 第12期  1984年 （かきぬま王位）灘麻太郎(3)
- 第13期  1985年 灘麻太郎(4)
- 第14期  1987年 田中幸夫
- 第15期  1988年 曽我秀一
- 第16期  1989年 安藤満
- 第17期  1990年 飯田正人
- 第18期  1991年 中島啓之
- 第19期  1992年 新津潔
- 第20期  1993年 野吹敬三
- 第21期  1995年 三好達也
- 第22期  1996年 羽山真生
- 第23期  1997年  羽山真生(2)
- 第24期  1998年 井光一郎
- 第25期  1999年  鈴木譲
- 第26期  2000年 土田浩翔、高橋利典　※2者同点のため両者優勝と決定
- 第27期  2001年 清水香織　※初の女流プロ優勝
- 第28期  2002年 宮岡宏樹　※前期王位を決勝シードからベスト16シードに変更
- 第29期  2003年  荒正義(2)
- 第30期  2004年 宮崎和樹
- 第31期  2005年 多井隆晴
- 第32期  2006年 滝沢和典
- 第33期  2007年 滝沢和典(2)
- 第34期  2008年 大橋良弘（ダンプ大橋）
- 第35期  2009年 坂本健二
- 第36期  2010年 井出一寛
- 第37期  2011年 緒方剛
- 第38期  2012年 二見大輔
- 第39期  2013年 森下剛任
- 第40期  2014年 清原継光
- 第41期  2015年 石井一馬
- 第42期  2016年 樋口　徹
- 第43期  2017年 野方祐介
- 第44期  2018年 魚谷侑未　※史上２人目の女流プロ優勝
- 第45期  2019年 森下剛任(2)
- 2020年 (新型コロナウイルス感染拡大のため中止[5]）
- 第46期  2021年 渡辺史哉　※プロ1年目で優勝
- 第47期  2022年 石井良樹
- 第48期  2023年 三浦智博　※同年の十段戦を優勝して二冠達成
- 第49期  2024年 福島佑一

### 近代麻雀王位
- 第9期  1981年 長谷川和彦（映画監督） 　※第8期王位・原田進の防衛戦
- 第10期  1982年  原田進 （全競連）
- 第11期  1983年  山本久隆（大阪）
- 第12期  1984年  小笠原正悦（宮城）

以後休止